# Classe Pompée
Pour les articles homonymes, voir Pompée (homonymie).
La classe Pompée est une classe de vaisseaux de ligne de 3e rang construite par la Royal Navy dans les années 1790. Inspirée du vaisseau français le Pompée, capturé en 1793, elle comporte seulement deux unités.

## Conception
Cette classe est basée sur les plans du Pompée, un vaisseau de ligne de classe Téméraire capturé par la Royal Navy en 1793.

## Unités de la classe
| classe Pompée | classe Pompée        | classe Pompée | classe Pompée | classe Pompée  | classe Pompée |
| Nom           | chantier naval       | commande      | Lancement     | fin            | Tableau       |
| ------------- | -------------------- | ------------- | ------------- | -------------- | ------------- |
| HMS Superb    | Pitcher, Northfleet  | 10 juin 1795  | 19 mars 1798  | démoli en 1826 |               |
| HMS Achille   | Cleverley, Gravesend | 10 juin 1795  | 16 avril 1798 | vendu en 1865  |               |